# Gruzja na Zimowych Igrzyskach Olimpijskich Młodzieży 2016
Gruzję na Zimowych Igrzyskach Olimpijskich Młodzieży w 2016 roku reprezentowało 2 zawodników (obaj mężczyźni) w 2 dyscyplinach. Żaden z nich nie zdobył medalu na tej imprezie.
Był to drugi występ Gruzji na zimowych igrzyskach młodzieżowych. Chorążym ekipy podczas ceremonii otwarcia był saneczkarz Lasha Peradze, a podczas ceremonii zamknięcia - alpejczyk Besarion Japaridze.

## Wyniki zawodników

### Narciarstwo alpejskie

#### Chłopcy
| Zawodnik           | Konkurencja   | 1. przejazd | 1. przejazd | 2. przejazd | 2. przejazd | Czas całkowity | Pozycja | Źródło |
| Zawodnik           | Konkurencja   | Czas        | Pozycja     | Czas        | Pozycja     | Czas całkowity | Pozycja | Źródło |
| ------------------ | ------------- | ----------- | ----------- | ----------- | ----------- | -------------- | ------- | ------ |
| Besarion Japaridze | Slalom gigant | 1:27.63     | 41.         | 1:26.54     | 31.         | 2:54.17        | 32.     | [ 2 ]  |
| Besarion Japaridze | Slalom        | 55.40       | 33.         | 54.87       | 28.         | 1:50.27        | 28.     | [ 3 ]  |

### Saneczkarstwo

#### Chłopcy
| Zawodnik      | Konkurencja | 1. przejazd | 1. przejazd | 2. przejazd | 2. przejazd | Czas całkowity | Pozycja | Źródło |
| Zawodnik      | Konkurencja | Czas        | Pozycja     | Czas        | Pozycja     | Czas całkowity | Pozycja | Źródło |
| ------------- | ----------- | ----------- | ----------- | ----------- | ----------- | -------------- | ------- | ------ |
| Lasha Peradze | Jedynki     | 48.721      | 10.         | 48.786      | 13.         | 1:37.507       | 11.     | [ 4 ]  |